# Ilkka Suominen

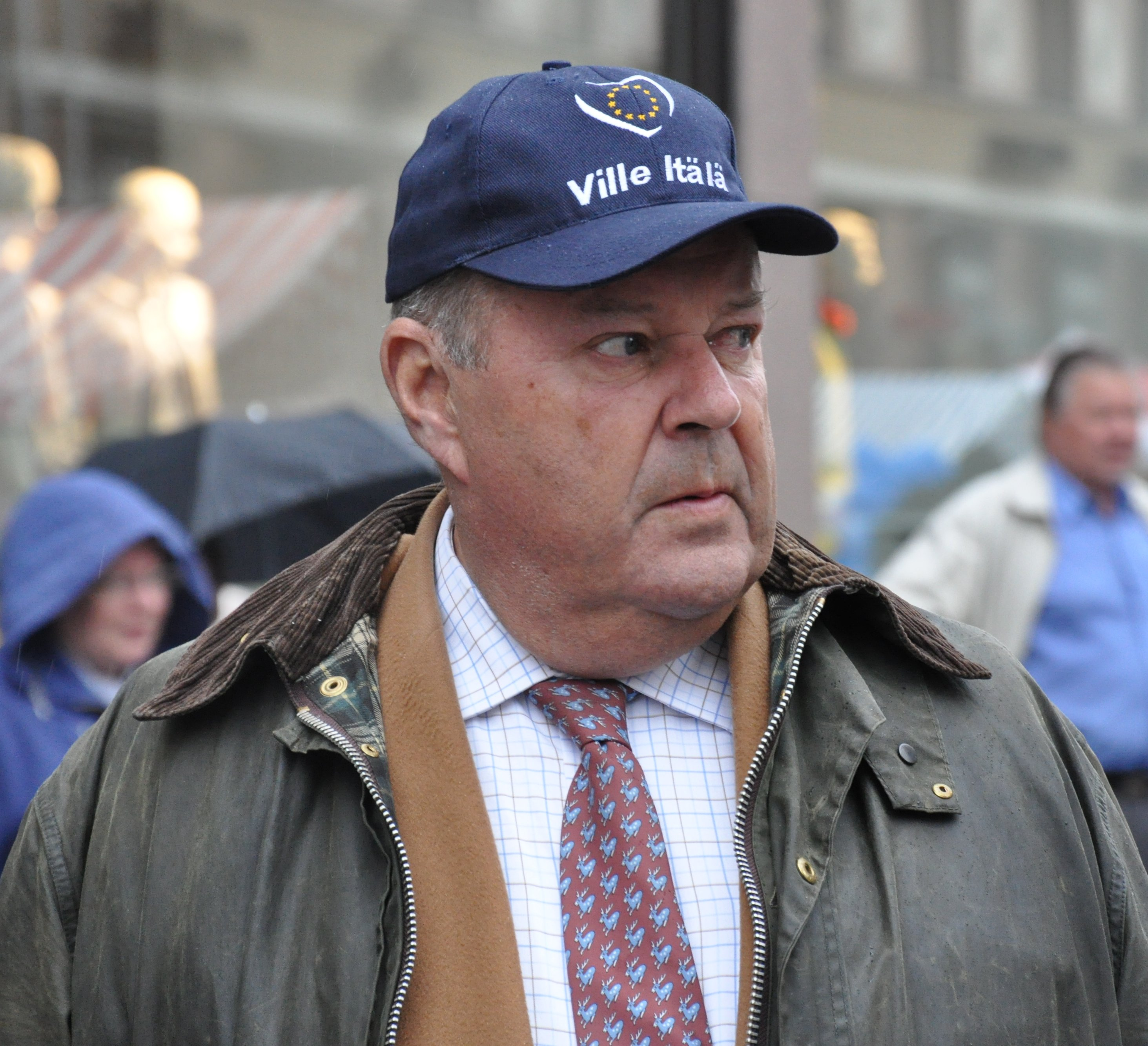
Ilkka Suominen (2009)

Ilkka Olavi Suominen (* 8. April 1939 in Nakkila; † 23. Mai 2022 in Helsinki) war ein finnischer Politiker der Nationalen Sammlungspartei.

## Leben
Suominen absolvierte in Pori die Schule und ging danach unter anderem nach London und nach Reutlingen, wo er an der Westdeutschen Gerberschule Schüler war. Von 1960 an arbeitete er in verschiedenen Positionen in dem Textil-Familienbetrieb J. W. Suominen Oy.
Suominen war Mitglied des finnischen Parlaments zwischen 1970 und 1975 sowie zwischen 1983 und 1994. Von 1979 bis 1991 war er außerdem Vorsitzender der Nationalen Sammlungspartei. Parlamentssprecher war er 1987 sowie zwischen 1991 und 1994.
Als 1987 Harri Holkeri von der Nationalen Sammlungspartei zum Ministerpräsidenten gewählt wurde, wurde Suominen zum Handels- und Industrieminister ernannt. Das Amt führte er bis 1991.
1994 beendete er seine parlamentarische Karriere zunächst und wurde Vorstandsmitglied bei der staatlichen Aktiengesellschaft Alko. 1999 wurde er für eine Amtszeit in das Europäische Parlament gewählt.
2016 wurde er für sein Europaengagement mit der Robert-Schuman-Medaille ausgezeichnet.

## Auszeichnungen (Auswahl)
- 2016: Verleihung der Robert-Schuman-Medaille für sein Europaengagement.